# Hakea eneabba
Hakea eneabba är en tvåhjärtbladig växtart som beskrevs av Laurence Arnold Robert Haegi. Hakea eneabba ingår i släktet Hakea och familjen Proteaceae. Inga underarter finns listade i Catalogue of Life.